# Tounian
Tounian (kinesiska: 头碾乡, 头碾) är en socken i Kina. Den ligger i provinsen Sichuan, i den sydvästra delen av landet, omkring 480 kilometer sydväst om provinshuvudstaden Chengdu.
Genomsnittlig årsnederbörd är 1 137 millimeter. Den regnigaste månaden är juli, med i genomsnitt 320 mm nederbörd, och den torraste är januari, med 3 mm nederbörd.